# Lutung białobrody
Lutung białobrody (Semnopithecus vetulus) – gatunek ssaka naczelnego z podrodziny gerez (Colobinae) w obrębie rodziny koczkodanowatych (Cercopithecidae).

## Zasięg występowania
Lutung białobrody występuje endemicznie na Sri Lance, zamieszkując w zależności od podgatunku:
- S. vetulus vetulus – lutung białobrody – południowo-zachodnia Sri Lanka (strefa mokra), od rzeki Kalu Ganga na południe do Ramy, na wysokości 1000 m n.p.m., na odcinku mniejszym niż 5000 km.
- S. vetulus monticola – lutung górski – góry środkowej Sri Lanki na wysokości 1000–2200 m n.p.m.
- S. vetulus nestor – lutung purpurowolicy – zachodnia Sri Lanka (strefa mokra), na północ od rzeka Kalu Ganga na wysokości do 1000 m n.p.m.
- S. vetulus philbricki – lutung cejloński – północna i wschodnia Sri Lanka (strefa sucha) do wysokości 1500 m n.p.m. we wschodnim obszarze wzgórz wokół Matale i Madulkele.

## Taksonomia
Gatunek po raz pierwszy naukowo opisał w 1777 roku niemiecki przyrodnik Johann Christian Polycarp Erxleben, nadając mu nazwę Cercopithecus vetulus. Holotyp pochodził z Sri Lanki.
We wcześniejszych ujęciach systematycznych S. vetulus należał do rodzaju Trachypithecus, jednak dane molekularne umiejscawiają go w rodzaju Semnopithecus. Podgatunki są dość różne, a dodatkowe badania mogą wskazywać, że każdy z nich jest odrębnym gatunkiem. Niektórzy eksperci uznają również dodatkowy podgatunek (harti) z północnej Sri Lanki; uważa się, że przypomina podgatunek phiibrlcki, ale jest ciemniejszy, bardziej czerwonawo-brązowy i z bardziej wyraźną jasną plamą na zadzie. Autorzy Illustrated Checklist of the Mammals of the World rozpoznają cztery podgatunki.

### Etymologia
- Semnopithecus: gr. σεμνος semnos „święty”; πιθηκος pithēkos „małpa”[25].
- vetulus: łac. vetulus „staruszek”, od vetus, veteris „stary, antyczny”; przyrostek zdrabniający -ulus[26].
- monticola: łac. monticola „mieszkaniec gór, góral”, od mons, montis „góra”; -cola „mieszkaniec”, od colere „zamieszkiwać, mieszkać”[26].
- nestor: w mitologii greckiej Nestor (gr. Νεστωρ Nestōr), siwowłosy, mądry stary król Pylos podczas oblężenia Troi[26].

## Morfologia
Długość ciała (bez ogona) samic 45–60 cm, samców 50–65 cm, długość ogona samic 62–82 cm, samców 67–85 cm; masa ciała samic 3,8–9,3 kg, samców 3,4–9,4 kg. Cechami charakterystycznymi tych ssaków są: brązowa sierść, ciemna głowa z rozjaśnieniami na dolnej części i raczej nieśmiały charakter.

## Status zagrożenia i ochrona
W Czerwonej księdze gatunków zagrożonych Międzynarodowej Unii Ochrony Przyrody i Jej Zasobów został zaliczony do kategorii EN (ang. Endangered „zagrożony wyginięciem”). Gatunek ten był kiedyś bardzo rozpowszechniony. Występował na przedmieściach Kolombo oraz na wsiach i w tzw. mokrych strefach (obszary o wysokiej temperaturze i wysokiej wilgotności przez cały rok, w okresach monsunowych występują potopy spowodowane deszczem), ale gwałtowna urbanizacja wyspy doprowadziła do znacznego spadku populacji tych małp.